# コマンディーノの定理

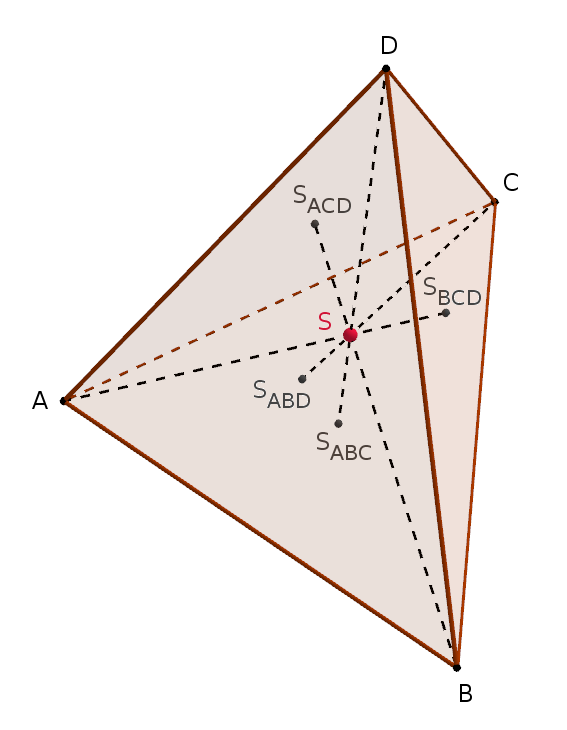
四面体の中線は、その重心で交わる。また、

コマンディーノの定理（コマンディーノのていり、英: Commandino's theorem）は、フェデリコ・コマンディーノに因んで名付けられた、四面体に関する定理。四面体の四つの中線は、四面体の重心で交わり、重心で3:1に内分される。ここで四面体の中線とは、頂点とその対面の重心を結ぶ線分（直線）である。

## 歴史
コマンディーノの定理は、1565年の、フェデリコ・コマンディーノの書籍 De Centro Gravitatis Solidorum （固体の重心の意）によって発表された定理に由来する。しかし、19世紀の学者ギヨーム・リブリー（Guillaume Libri）によれば、コマンディーノはもっと早い時期にこの定理を発見していた。またリブリーはこの定理を仕事で使っていたレオナルド・ダ・ヴィンチの方がより早く発見していたと考えた。ジュリアン・クーリッジもダ・ヴィンチが早期に発見したことに共感はしたが、定理に明確に言及した記述が存在しないことを指摘した。 また、古代ギリシャにおいて既に発見されていたということを主張する学者もいる。

## 一般化
コマンディーノの定理は直接的に任意次元の単体に一般化できる。
ΔをRn上のd次元単体（{\displaystyle d,n\in \mathbb {N} ,n\geq d}、{\displaystyle d>1}）、Δの各頂点をそれぞれV0, V1,...,Vpとする。Viとその（d次元超平面である）対面の重心を結ぶ直線l0, l1,...,ldは共点で、その点Sはl0, l1,...,ldをd : 1に内分する。

### 一般性
前項の一般化は、更に拡張できる。
Rベクトル空間V上で、mとkを自然数とし、m + k個の異なる点X1,...,Xm, Y1,...,Ykを与える。SXをXi (i = 1,...,m)の重心、SYをYj (j = 1,...,k)の重心として、Sはm + k個の点全体の重心である。
{\displaystyle S=S_{X}+{\frac {k}{m+k}}(S_{Y}-S_{X})={\frac {m}{m+k}}S_{X}+{\frac {k}{m+k}}S_{Y}.}
特に、Sは直線{\displaystyle {\overline {{S_{X}}{S_{Y}}}}}をk : mに分割する。

### ロイシュの定理
前述の定理には、コマンディーノはの定理の一般化という面以外に興味深い結果を持つ。これは、次に示す四面体の重心に関する定理を導出する。ドイツの物理学者フリードリヒ・エドゥアルト・ロイシュの著書 Mathematische Unterhaltungen で発見された。
四面体の重心は、四面体のある辺とその反対側の辺の中点を取り、対応する中点を結ぶことによって発見することができる。
四面体は、反対に位置する辺の組を3つ持つので、次の系が従う。
四面体において、3組の反対に位置する辺と中点を結んだ直線は共点で、その交点は重心である。

### ヴァリニョンの定理
ロイシュの定理の特殊な場合に、ヴァリニョンの定理がある。4つの頂点を共面にすると、四面体は四角形に退化する。この四角形にロイシュの定理を適用すればピエール・ヴァリニョンが発見したヴァリニョンの定理を得る。
{\displaystyle \mathbb {R} ^{2}}上の四角形について、対辺との中点を結ぶ直線は、四角形の幾何中心を通り、1:1に内分される。